# Sven Rinman (bibliotekarie)
Sven Rinman, född 1 april 1905 i Stockholm, död februari 1997 i Stockholm, var en svensk biblioteksman och författare.

## Biografi
Rinman var son till den liberale politikern och chefredaktören för Stockholms-Tidningen Erik B. Rinman och Elisabeth von Essen. Han blev filosofie magister vid Uppsala universitet 1927, filosofie licentiat vid Stockholms högskola 1932 och filosofie doktor där 1951.
Rinman började 1933 sin karriär som amanuens vid Kungliga Biblioteket i Stockholm där han blev 1:e bibliotekarie 1953. År 1960 blev han chef för biblioteket vid Riksantikvarieämbetet och Statens historiska museum, ett arbete som han innehade fram till sin pensionering 1970.
Rinman hade vid sidan av sin yrkeskarriär uppdrag som presskommissionär vid Dramatiska teatern 1935-36, sekreterare i Svenska humanistiska förbundet 1940-45, och nämndeman i Stockholm 1948-53. 
Rinman var under andra världskriget engagerad antinazist. Han var hängiven medlem i Samfundet Nordens Frihet, särskilt som del av redaktionskommittéen för samfundets tidning 1940-45. Rinman var samfundets sista ordförande 1945-1946. Han var även medlem i den antinazistiska organisationen Tisdagsklubben.